# Gnamptogenys rimulosa
Gnamptogenys rimulosa é uma espécie de formiga do gênero Gnamptogenys.